# Casona del Molí de la Reixa
La Casona del Molí de la Reixa és una edificació industrial del segle xvii destinada a molí. És al carrer de la Cosa n. 2 de la localitat d'Onda (Plana Baixa). Es tracta d'un edifici exempt de tres plantes, emplaçat als afores de la població. Es distingeixen tres volums que constituïxen l'edifici: 
- Un primer cos a dues aigües, el més primitiu.
- Un cos a un vessant, tal vegada del segle xviii.
- Una nau annexa a dues aigües, moderna i sense interès.

La construcció presenta originals característiques tipològiques dels edificis industrials de l'època dels quals és exponent únic pel seu volum i importància. La seva planta trapezial dona suport un dels seus costats en la séquia, sent la seva estructura de murs de càrrega de maçoneria i arcs de carreus perpendiculars a aquest costat. Els forjats són de biguetes de fusta i revoltó. A destacar l'amplitud dels arcs (carpanells o rebaixats) que arriben als 5,43 m de llum. L'ocupació del maó s'ha restringit als brancals dels buits i les arqueries de la tercera planta. Aquestes són sengles successions d'arcs de mig punt, de configuració típica de les edificacions civils valencianes dels segles XVII-XVIII.
Els carreus solament apareixen en els arcs i cantons, sent de petita grandària. L'interior es troba en bastant deteriorat. Les façanes venen caracteritzades per les arqueries dels cossos alts i tram més pròxim del baix, sent la resta murs molt massissos, amb escassos i irregularment distribuïts buits. No queden vestigis del revestiment exterior. La nau anterior adossada impedeix la contemplació del conjunt, sent l'element pertorbador més fort.
Cal destacar que la força utilitzada per a moure les pedres del molí provenia de la séquia que discorre pel costat nord de l'edifici (i encara duu aigua), que era abocada en una bassa, coneixent-se aquest conjunt com Font de la Força. L'aigua d'aquesta séquia prové de la Bassa de la Vila.